# We're Gonna Make It (альбом)
We're Gonna Make It — дебютний студійний альбом американського ритм-енд-блюзового співака Літтла Мілтона, випущений у 1965 році лейблом Checker. У 1965 році альбом посів 3-є місце в R&B Albums та 101-е в Billboard 200 чартах журналу «Billboard».

## Опис
Дебютний альбом співака Літтла Мілтона вийшов у травні 1965 року на лейблі Checker (дочірньому Chess). Мілтон почав працювати на Checker з 1961 року, де випускав лише сингли. We're Gonna Make It був записаний на студії Ter Mar Recording Studio в Чикаго, Іллінойс.
Серед пісень заглавний хіт «We're Gonna Make It» (пісня в 1965 році посіла 1-е місце в чарті R&B Singles), «Blind Man» (14-е місце), блюзовий стандарт «I'm Gonna Move to The Outskirts of Town» та «Stand by Me» Бена Е. Кінга.
У 1965 році альбом посів 3-є місце в R&B Albums та 101-е в Billboard 200 чартах журналу «Billboard».

## Список композицій
1. «We're Gonna Make It» (Біллі Девіс, Карл Сміт, Рейнард Мілнер, Джин Бардж) — 2:37
2. «You're Welcome to the Club» (Дедрік Мелоун) — 2:45
3. «I'm Gonna Move to the Outskirts of Town» (Вільям Велдон, Луї Джордан) — 2:59
4. «Blues In the Night» (Гарольд Арлен, Джонні Мерсер) — 3:08
5. «Country Style» (Діксон) — 2:43
6. «Who's Cheating Who?» (Біллі Девіс, Карл Сміт, Рейнард Мілнер) — 2:56
7. «Blind Man» (Дедрік Мелоун) — 3:10
8. «Can't Hold Back The Tears» (Мілтон Кемпбелл) — 2:30
9. «Believe In Me» (Мілтон Кемпбелл) — 2:40
10. «Stand by Me» (Бен Е. Кінг) — 2:54
11. «Life Is Like That» (Мілтон Кемпбелл) — 2:40
12. «Ain't No Big Deal On You» (Мілтон Кемпбелл) — 2:18

## Учасники запису
- Літтл Мілтон — вокал, гітара

Технічний персонал
- Біллі Девіс — продюсер
- Рон Мало — інженер
- Філ Райт (1—6), Джеймс Картер (7—12) — аранжування
- Дон С. Бронстейн — фотографія

## Хіт-паради
Альбоми
| Рік  | Чарт          | Позиція |
| ---- | ------------- | ------- |
| 1965 | R&B Albums    | 3       |
| 1965 | Billboard 200 | 101     |

Сингли
| Рік  | Сингл                 | Чарт              | Позиція |
| ---- | --------------------- | ----------------- | ------- |
| 1965 | «Blind Man»           | R&B Singles       | 14      |
| 1965 | «Blind Man»           | Billboard Hot 100 | 86      |
| 1965 | «We're Gonna Make It» | R&B Singles       | 1       |
| 1965 | «We're Gonna Make It» | Billboard Hot 100 | 25      |
| 1965 | «Who's Cheating Who?» | R&B Singles       | 4       |
| 1965 | «Who's Cheating Who?» | Billboard Hot 100 | 43      |